# Outi Hovatta
Outi Leena Lemmikki Hovatta, född 3 januari 1946 i Helsingfors, är en finländsk läkare. Hon är mor till Vuokko Hovatta.
Hovatta blev medicine och kirurgie doktor 1973, specialist i obstetrik och gynekologi 1978 och i andrologi 1991. Hon var 1986–97 överläkare vid barnlöshetskliniken vid befolkningsförbundet Väestöliitto och blev 1999 professor i obstetrik och gynekologi vid Karolinska institutet. Hon har bedrivit forskning inom andrologi och om infertilitet och stamceller.